# Papilio lormieri
Papilio lormieri là một loài bướm thuộc họ Bướm phượng (Papilionidae). 
Loài Papilio lormieri được mô tả năm 1874 bởi Distant. Loài bướm Papilio lormieri sinh sống ở .